# Jahking Guillory
 (mai 2019).
Si vous disposez d'ouvrages ou d'articles de référence ou si vous connaissez des sites web de qualité traitant du thème abordé ici, merci de compléter l'article en donnant les références utiles à sa vérifiabilité et en les liant à la section « Notes et références ».
Jahking Guillory (né le 14 mai 2001) est un acteur américain connu pour son rôle dans le film  Kicks (en).

## Filmographie
- Kicks (en) : Brandon (2016)
- Smartass (en) : Kid K (2017)
- The Chi : Charles "Coogie" Johnson (2017)
- On My Block : Latrelle (2018)
- Black Lightning: Brandon (2019)